# ダニー・バケル (1995年1月16日生のサッカー選手)
ダニー・バケル（Danny Bakker、1995年1月16日 - ）は、オランダ・デン・ハーグ出身のサッカー選手。NACブレダ所属。ポジションはMF。

## クラブ経歴
バケルが12歳の時、ADOデン・ハーグの下部組織に加入し、2013年2月20日にプロ契約を結んだ。3月16日、フィテッセとの試合でトップチームデビューを果たし、2015年5月にはクラブとの契約を3年間延長した。
2018-19シーズン、3月30日、フィテッセに先発フル出場し、クラブ公式戦通算150試合出場を果たした。
2021年7月21日、NACブレダに2年契約で移籍した。